# Ariel Atkins
Ariel Atkins (* 30. Juli 1996 in Dallas, Texas) ist eine US-amerikanische Basketballspielerin. 

## Karriere
Vor ihrer professionellen Karriere in der WNBA spielte Atkins von 2014 bis 2018 College-Basketball für die University of Texas in der Liga der National Collegiate Athletic Association (NCAA).
Sie wurde beim WNBA Draft 2018 an 7. Stelle von den Washington Mystics ausgewählt, für die sie seither in der nordamerikanischen Basketballprofiliga der Damen spielt und mit denen sie in der Saison 2019 die Meisterschaft gewann.
Bei den Olympischen Sommerspielen 2020 in Tokio, die bedingt durch die COVID-19-Pandemie erst im Juli und August 2021 stattfanden, gewann Atkins mit dem US-Team die Goldmedaille.

### Andere Teams in den WNBA-Pausenzeiten
2019/2020 spielte sie in Australien bei den Perth Lynx.